# Ивано-Франковская поселковая община
Ивано-Франковская поселковая общи́на (укр. Івано-Франківська селищна громада) — территориальная община в Яворовском районе Львовской области Украины.
Административный центр — посёлок Ивано-Франково.
Население составляет 19 894 человека. Площадь — 429,7 км².

## Населённые пункты
В состав общины входит 1 посёлок (Ивано-Франково) и 31 село:
- Борки
- Буда
- Великие Горы
- Великополе
- Верещица
- Верхутка
- Вороцев
- Диброва
- Домажир
- Дубровица
- Жорниска
- Задебри
- Затока
- Зелив
- Карачинов
- Кожичи
- Лелеховка
- Лесопоток
- Лозино
- Мальчицы
- Озерское
- Паланки
- Поречье
- Рокитне
- Средний Горб
- Солуки
- Ставки
- Страдч
- Турича
- Ямельня
- Ясниска